# Ельжбета Гевелій
Ельжбета Гевелій (пол. Elżbieta Heweliusz), уроджена Елізабета Катерина Купманн (нім. Elisabetha Catherina Koopmann; 1647—1693) — польська жінка-астроном, дружина та колега Яна Гевелія.

## Біографія
Елізабета Катерина Купманн народилася 17 січня 1647 року в місті Данциг в сім'ї багатих нідерландських купців. Батьки Елізабети, Ніколас Коопман (1601—1672) і Джоанна Меннінгс (1602—1679), одружилися в Амстердамі в 1633 році, а у 1636 році вони переїхали до Данцига.
Ельжбета була освічена, знала декілька мов, мала широкі наукові інтереси. Вона цікавилася астрономією і часто бувала в обсерваторії Яна Гевелія. У 1663 році, у віці 16 років, вона вийшла заміж за 52-річного Яна Гевелія. Це був його другий шлюб. У нього не було дітей з попереднього шлюбу тривалістю 20 років. З Ельжбетою у нього було четверо дітей — син-первісток Адеодат (помер у дитинстві) та три доньки: Катажина, Юліанна Рената і Флора Констанція. Ельжбета почала працювати разом з чоловіком в обсерваторії починаючи з 1664 року. Ельжбета брала участь у спостереженнях, вела обчислення, підтримувала стосунки із зарубіжними друзями Гевелія і вела з ними наукову переписку (латинською мовою). Після пожежі, що знищила дослідницькі інструменти і документи, Ельжбета допомагала відновлювати обсерваторію.
Ельжбета відігравала важливе значення у сім'ї. Гавелій вважав дружину справжнім другом та союзником. У листах до колег він вказував її як кохану. Науковець за своєї відсутності звертався до неї з проханням керувати справами у будинку та контролювати діяльність спільної справи з пивоваріння, виховувати доньок. Інколи доводилося виконувати досить кропітку роботу, адже садівництво також було однією з занять. Чоловік Ельжбети любив приділяти час та увагу рослинам. 
Гевелій хвалив в своїх нотатках математичні здібності і старанність дружини, наводив результати наукових спостережень Ельжбети в листах колегам. У трактаті «Machina Coelestis» Ян Гевелій наводить астрономічні виміри, які зробила Ельжбета.
Вона працювала зі своїм чоловіком над каталогом «Prodromus astronomiae», який містив 1564 зір та їхній опис. Після смерті Яна Гевелія у 1687 році, вона продовжила роботу над книгою та опублікувала її у 1690 році за підтримки короля Яна III Собеського. Крім того, вона опублікувала трактати «Catalogus stellarum fixarum ad annum 1660» (1687) та «Firmamentum Sobiescianum sive Uranographia etc.» (1690).
Через три роки після публікації «Prodromus Astronomiae», в грудні 1693 року, Ельжбета Гевелій померла і була похована в могилі чоловіка.

## Вшанування
На честь Ельжбети Гевелій названі мала планета 12625 Купман і кратер Купман на Венері.
У 2006 році Елізабет Вальц написала романтизовану біографію Ельжбети Гевелій — «Зоряна мисливиця» (The Star Huntress).